# Дејвис (Западна Вирџинија)
Дејвис (енгл. Davis) град је у америчкој савезној држави Западна Вирџинија.

## Демографија
По попису из 2010. године број становника је 660, што је 36 (5,8%) становника више него 2000. године.
| Група             | 2000.       | 2010.       |
| Белци             | 609 (97,6%) | 646 (97,9%) |
| Афроамериканци    | 0 (0,0%)    | 0 (0,0%)    |
| Азијати           | 0 (0,0%)    | 0 (0,0%)    |
| Хиспаноамериканци | 2 (0,3%)    | 6 (0,9%)    |
| Укупно            | 624         | 660         |